# Koreańska Strefa Zdemilitaryzowana
Koreańska Strefa Zdemilitaryzowana (kor. 한반도 비무장 지대) – strefa zdemilitaryzowana powstała w 1953 roku na mocy porozumienia z Panmundżom.
Strefa zdemilitaryzowana rozcina Półwysep Koreański, pasem rozciągającym się po obu stronach linii demarkacyjnej o szerokości 4 km i długości 238 km, przebiegającym w przybliżeniu wzdłuż 38 równoleżnika.
Rola strefy ma polegać na ograniczeniu fizycznego i wzrokowego kontaktu sił obu stron, co zapobiega incydentom i prowokacjom, tym samym niekontrolowanemu wznowieniu konfliktu. Strefa nie może odegrać jednak żadnej roli, jeśli chodzi o uchronienie stron przed niespodziewaną agresją. Wynika to z faktu, że - paradoksalnie - po obu stronach wąskiej strefy znajduje się najbardziej zmilitaryzowana przestrzeń we współczesnym świecie, w której zgromadzono milionowe armie wyposażone w najnowocześniejsze środki rażenia, w tym broń nuklearną, biologiczną i chemiczną oraz środki jej przenoszenia. W Strefie Zdemilitaryzowanej znajduje się największe na świecie pole minowe.